# Ypsolopha fractella
Ypsolopha fractella là một loài bướm đêm thuộc họ Ypsolophidae. Nó được tìm thấy ở Tây Ban Nha và Tunisia.
Sải cánh dài 14.5–17 mm.
Ấu trùng ăn Ephedra altissima.